# Gun Carriage Factory Jabalpur
Gun Carriage Factory Jabalpur (o Jabalpur GCF) es una localidad de la India en el distrito de Jabalpur, estado de Madhya Pradesh.

## Geografía
Se encuentra a una altitud de 420 m s. n. m. a 324 km de la capital estatal, Bhopal, en la zona horaria UTC +5:30.

## Demografía
Según estimación 2010 contaba con una población de 14 573 habitantes.